# Daouda Weidmann
Daouda Weidmann (Parigi, 4 maggio 2003) è un calciatore francese, centrocampista dell'RKC Waalwijk.

## Carriera
Daouda Weidmann è cresciuto nel Red Star e nel Paris FC. nel 2016 è entrato a far parte del settore giovanile del Paris Saint-Germain, con cui il 18 agosto ha firmato il suo primo contratto professionistico.
Il 3 agosto 2022 è stato acquistato dal Torino che lo ha inserito nella propria Primavera.
Il 30 agosto 2023 è stato ceduto in prestito all'RKC Waalwijk. Ha fatto il suo esordio nel calcio professionistico il 29 settembre nell'incontro perso 3-2 contro l'Ajax.

## Statistiche

### Presenze e reti nei club
Statistiche aggiornate al 30 agosto 2024.
| Stagione        | Squadra         | Campionato      | Campionato | Campionato | Coppe nazionali | Coppe nazionali | Coppe nazionali | Coppe continentali | Coppe continentali | Coppe continentali | Altre coppe | Altre coppe | Altre coppe | Totale | Totale |
| Stagione        | Squadra         | Comp            | Pres       | Reti       | Comp            | Pres            | Reti            | Comp               | Pres               | Reti               | Comp        | Pres        | Reti        | Pres   | Reti   |
| --------------- | --------------- | --------------- | ---------- | ---------- | --------------- | --------------- | --------------- | ------------------ | ------------------ | ------------------ | ----------- | ----------- | ----------- | ------ | ------ |
| 2023-2024       | RKC Waalwijk    | ED              | 3          | 0          | CO              | 1               | 0               | -                  | -                  | -                  | -           | -           | -           | 4      | 0      |
| 2024-2025       | RKC Waalwijk    | ED              | 4          | 0          | CO              | 0               | 0               | -                  | -                  | -                  | -           | -           | -           | 4      | 0      |
| Totale carriera | Totale carriera | Totale carriera | 7          | 0          |                 | 1               | 0               |                    | -                  | -                  |             | -           | -           | 8      | 0      |